# Haplochromis fusiformis
Haplochromis fusiformis es una especie de peces de la familia Cichlidae en el orden Perciformes.

## Morfología
Los machos pueden llegar alcanzar los 11 cm de longitud total.

## Alimentación
Come insectos

## Hábitat
Vive en zonas de clima tropical y entre 27-33 m de profundidad.

## Distribución geográfica
Se encuentran en África: lago Victoria.